# جوني باترسون
جوني باترسون (بالإنجليزية: Johnny Patterson)‏ هو مغني وكاتب أغاني وملحن أيرلندي، ولد في 1840، وتوفي في 1889.